# Viktorija Terëškina
Viktorija Terëškina (in russo Виктория Терёшкина?; Krasnojarsk, 31 maggio 1983) è una ballerina russa di danza classica, prima ballerina presso il Balletto Mariinskij di San Pietroburgo.

## Biografia
Figlia di un famoso allenatore di ginnastica (che ha anche guidato per qualche tempo la squadra nazionale russa), Viktorija Terëškina inizia a praticare ginnastica ritmica all'età di quattro anni. Dopo la prima infanzia diventa una delle allieve di miglior livello, tuttavia, consapevole della carriera molto breve delle ginnaste, si volge sei anni dopo al balletto, frequentando l'Accademia Vaganova di San Pietroburgo, dove viene notata dal direttore. Quindi si esercita per circa sedici anni divenendo allieva prediletta di Marina Vassilieva (che è stata anche insegnante di Evgenia Obraztsova). Nel 2001 Viktoria farà parte prima del corpo di ballo e poi le saranno conferiti grandi ruoli. Nel 2002 interpreterà infatti Odette/Odile, il ruolo primario del Lago dei cigni.
Nel 2006 ha vinto la medaglia d'oro al Concorso Internazionale di Danza di Perm, danzando con Roberto Bolle e Ángel Corella. Due anni dopo, nel marzo 2008, è stata nominata prima ballerina.
Spesso ospite di serate di gala internazionali Viktorija Terëškina è molto popolare tra pubblico e critica, che lodano la sua danza molto raffinata. La sua Odette/Odile unisce a una tecnica perfetta, un'eccezionale carica sensuale.
,  

## Repertorio
- Il lago dei cigni (Odette/Odile)
- Le Petit Cheval bossu (la figlia dello zar)
- Giselle (Myrtha)
- Le Corsaire (Medora)
- La Bayadère (Nikiya)
- La bella addormentata (Aurora, Fate)
- Rajmonda (Rajmonda)
- Don Chisciotte (Kitri)
- La Légende de l'amour (Mekmeneh Bahnu)
- Lo Schiaccianoci (Masha)
- Romeo e Giulietta (Giulietta)
- Jewels (Diamante, Rubino)

## Premi e riconoscimenti
- Artista onorario della Russia (2008)
- Medaglia d'Oro alla Competizione Internazionale del balletto (Perm, 2006)
- Spirit of Dance premio nella categoria Rising Star (2006)
- Best female role in San Pietroburgo per la Regina del Mare (Ondine) (2006)
- Best female role nel balletto Approximate Sonata (2005)
- Primo premio al Festival Internazionale del Balletto nella categoria Ms. Virtuosa (2010 and 2011)